# Karl Werner (Theologe)
Karl Werner oder Carl Werner (* 8. März 1821 in Hafnerbach in Niederösterreich; † 14. April 1888 in Wien) war ein österreichischer katholischer Philosophie- und Kirchenhistoriker mit Schwerpunkt Theologiegeschichte.

## Leben und Wirken
Werner besuchte 1830 bis 1836 das Stiftsgymnasium Melk, wurde 1843 zum Priester geweiht und 1845 an der Katholisch-Theologischen Fakultät der Universität Wien zum Dr. theol. promoviert. Er war beeinflusst von Anton Günther, dessen dualistische Anthropologie er später durch thomasische Begrifflichkeiten modifiziert. Er wurde 1847 auf die Professur für Moraltheologie in St. Pölten berufen, lehrte dort auch Metaphysik und Moralphilosophie sowie ab 1856 auch Patrologie; 1865 wechselte er zum Neuen Testament. 1870 wurde er Universitätsprofessor an der Universität Wien, wo er auch nach der Emeritierung noch Religionsphilosophie las. Er wurde 1885 Titularpropst von Stift Zwettl.
Werner erfüllte alle Erwartungen an einen Lehrer der katholischen Theologie und bewies das auch mit kanonischen Lehrschriften über Moral, Scholastik, den hl. Thomas. Aber zudem suchte er die spannenden Fragen aus der patristischen und mittelalterlichen Geschichte heraus, aus dem Schisma zwischen Ost- und Westkirche, ohne Scheu auch vor vor- und außerchristlicher Religiosität. Als Österreicher konnte er eine Balance zwischen deutscher und römischer Theologie halten, er studierte den („monistischen“) Humanismus eines Vico, aber auch die Philosophie des (verurteilten) Rosmini. Er widmete  seinem verurteilten („dualistischen“) Lehrer Günther diverse Studien und suchte dessen Kantrezeption im italienischen Idealismus auf. Er zeigte auch sein Mitgefühl mit der Verurteilung  Bolzanos, aber wagte sich dort nicht an eine Apologie. Hingegen widmete er sich auch den Modethemen der Psychologie und der idealistischen Ästhetik. Mit der „Geschichte der apologetischen und polemischen Literatur der christlichen Theologie“ hatte er der deutschen katholischen Theologie ein Kompendium gegeben, womit diese wieder mithalten konnte mit der protestantischen Konkurrenz, getreu dem Döllingerschen Programm der Odeonsvorträge von 1863. In der ersten Auflage seiner Schrift zur Geschichte der katholischen Theologie von Trient bis zur Gegenwart (1866) schwärmt er vom „Aufblühen der theologischen Schulen in München, Tübingen, Gießen und Freiburg“ und solidarisiert sich mit den „an dem neuzeitlichen nationalen Bildungsstreben orientierten katholischen Theologen Deutschlands“.  Im Zusammenspiel mit dem großen Kirchenlexikon von Heinrich Joseph Wetzer und Benedikt Welte, auch in der Fortführung durch Hergenröthers zweite Auflage, stützt er eine liberale, sich öffnende Theologie. Im Kulturkampf blieb er jedoch völlig unangefochten auf römischer Seite, hochgeehrt auch von denen, die sich für den Abfall von Rom entschieden, wie etwa sein Biograph Heinrich Reusch.

## Veröffentlichungen (Auswahl)
- System der christlichen Ethik. 3 Bände. Manz, Regensburg 1850–1852.[2]
- Votum über Anton Günthers theologische Spekulation mit Rücksicht auf deren Beurteilung durch Dr. Clemens. Regensburg 1853
- Grundlinien der Philosophie. Regensburg 1855
- Grundriss einer Geschichte der Moralphilosophie. Wien 1858
- Der heilige Thomas von Aquino. 3 Bände. Manz, Regensburg 1858–1859[3], neue Ausgabe 1889
- Franz Suarez und die Scholastik der letzten Jahrhunderte. 2 Bde., Regensburg 1861, neue Ausgabe 1889
- Geschichte der apologetischen und polemischen Literatur der christlichen Theologie. 5 Bde. Schaffhausen: Hurter 1861-1867. Reprint im Zeller Vlg Osnabrück: Permalink Österreichischer Bibliothekenverbund. downloadbar bei GoogleBooks
- Enchiridion theologiae moralis. Wien 1863
- Die Kunde vom göttlichen Wort des Lebens. Schaffhausen 1864
- Christian Gottlob Barth. 3 Bde. 1865–1869
- Geschichte der katholischen Theologie seit dem Trienter Konzil bis zur Gegenwart. (= Geschichte der Wissenschaften in Deutschland. Band 6). München 1886.
- Alcuin und sein Jahrhundert. Paderborn 1867, 2. Aufl. 1880; neue Ausgabe Wien 1881
- Zur Orientierung über Wesen und Aufgabe der christlichen Philosophie. Schaffhausen 1867
- Über Wesen und Begriff der Menschenseele. Brixen 1865. 2. Auflage 1868, Schaffhausen, 3. Auflage 1868
- Spekulative Anthropologie vom christlich-philosophischen Standpunkt. München 1870
- Die Religionen und Kulte des vorchristlichen Heidentums. Schaffhausen 1871
- Die Psychologie des Wilhelm v. Auvergne. Wien 1873
- Wilhelm's v. Auvergne Verhältnis zu den Platonikern des 12. Jahrhunderts. Wien 1873
- Die Kosmologie und Naturlehre des scholastischen Mittelalters mit specieller Beziehung auf Wilhelm von Conches. In: Sitzungsberichte der kaiserlichen Akademie der Wissenschaften zu Wien, phil.-historische Classe. Band 75, 1873, Wien 1874, S. 309–403.
- Zur Metaphysik des Schönen. Wien 1874
- Beda der Ehrwürdige und seine Zeit. Wien 1875
- Der Entwicklungsgang der mittelalterlichen Psychologie von Alcuin bis Albertus Magnus. Wien 1876
- Die Psychologie und Erkenntnislehre des Joh. Bonaventura. Wien 1876
- Die Psychologie und Erkenntnislehre des Joh. Duns Scotus. Wien 1877
- Die Sprachlogik des Joh. Duns Scotus. Wien 1877
- Über Giambattista Vico als Geschichtsphilosoph und Begründer der neuern italienischen Philosophie. Wien 1877[4]
- Heinrich von Gent als Repräsentant des christlichen Platonismus im 13. Jahrhundert. Wien 1878
- Die Kosmologie und allgemeine Naturlehre des Roger Baco. Wien 1879
- Die Psychologie, Erkenntnis- und Wissenschaftslehre des Roger Baco. Wien 1879
- Giambattista Vico als Philosoph und gelehrter Forscher. Wien 1879. 21881
- Emerico Amari in seinem Verhältnis zu G. B. Vico. Wien 1880
- Der Averroismus in der christlich-peripatetischen Psychologie des späteren Mittelalters. Wien 1881
- Gerbert v. Aurillac. Wien 1878. neue Ausgabe 1881
- Kant in Italien. Wien 1881
- Die Scholastik des späteren Mittelalters. 4 Bände. Braumüller, Wien 1881–1887.[5]
- Die Augustinische Psychologie. Wien 1882
- Die nominalisierende Psychologie der Scholastik des späteren Mittelalters. Wien 1882
- Die Cartesisch-Malebranche'sche Philosophie in Italien. Wien 1883
- A. Rosminis Stellung in der Geschichte der neueren Philosophie, der italienischen insbesondere. Wien 1884
- Idealistische Theorien des Schönen in der italienischen Philosophie des 19. Jahrhunderts. Wien 1884
- Die italienische Philosophie des 19. Jahrhunderts. 5 Bde., Wien 1884-1886
- Zwei philosophische Zeitgenossen G. B. Vico's: P. M. Doria und Tomm. Rossi. Wien 1886.
- Geschichte der katholischen Theologie seit dem Trienter Konzil bis zur Gegenwart. München Leipzig 1889 (Neuausgabe zu 1866).
- Gügler. ADB 10, S. 95–99.

## Auszeichnungen, Ehrungen
- Ehrendomherr[6]
- Ritter des Ordens der Eisernen Krone[6]